# 張志祺
張志祺（1991年6月1日—）是臺灣新竹市出生的視覺設計師、新創實業家及網絡媒體工作者。國立成功大學都市計劃學系畢業、中華民國三軍儀隊上等兵退伍，與友人共同創辦圖文不符、簡訊設計等設計新創媒體公司；擁有YouTube評論社會議題、時事分析類頻道「志祺七七 X 圖文不符」，並與阿滴共同創辦台灣新媒體影音創作者協會，為該協會現任（第3屆）理事長。

## 生平

### 早年
出生於台灣新竹市，祖父母是1949年隨國軍來臺，在國小、國中學習成績均在前段，後升讀新竹中學。期間任三年班長，但因過於專注社團活動、班級競賽，導致高中時期大部分時期成績不佳，直至高三時聽從曾在美國大學任教的父親建議而開始衝刺學業，最終考入國立成功大學都市計劃學系。

### 創業
他在完成大學學業后，在2015年與創業夥伴王成祥創立「簡訊設計」公司和品牌「圖文不符」，將資訊設計融入美學，通過企業主和公家部門合作，以“通俗易懂的形式向社會大衆傳播理念”，如製作“懶人包”影片等。該公司曾獲得紅點、金點設計獎等國際設計獎項。

## 歷年獲獎＆相關大事記
2015年
- 創辦簡訊設計｜圖文不符

2016年
- 《你不知道的歷史名人－蔣渭水》動畫獲金點設計獎 Golden Pin Design Award－金點標章[3]

2017年
- 《指責受害者》動畫獲金點設計獎 Golden Pin Design Award－年度最佳設計獎[3]
- 《美感教科書第二季》獲金點設計獎 Golden Pin Design Award－金點標章[3]
- 《指責受害者》動畫獲德國紅點設計獎－年度最佳設計獎（the Best of the Best）[4]
- 《美感教科書第二季》獲德國紅點設計獎－Winner[4]
- 簡訊設計｜圖文不符獲 LaVie 台灣創意力 100－創意品牌－年度最佳創意團隊
- 共同創辦人張志祺、王成祥獲經理人 MANAGERTODAY 台灣百大專業經理人 100 MVP
- 簡訊設計｜圖文不符獲台灣文化創意協會－年度文創大獎－事業營運優良獎
- 共同創辦人張志祺獲關鍵評論網－未來大人物－社會領域
- 《美感教科書第二季》為多個設計單位共同創作之作品，簡訊設計負責社會課本設計與整體集資行銷規劃
- 參與《世大運》整體社群行銷，並獲《廣告雜誌》年度十大行銷個案[5]

2018年
- 創辦志祺七七 X 圖文不符YouTube頻道
- 《光榮城市》獲金點設計獎 Golden Pin Design Award－金點標章[3]
- 《指責受害者》動畫獲日本 GOOD DESIGN AWARD 優良設計獎
- 《指責受害者》動畫獲德國 iF 設計大賞－iF Design Award
- 《指責受害者》動畫獲德國設計委員會－德國設計獎 German Design Award－Special Mention

2019年
- 《海廢圖鑑》獲德國紅點設計獎－年度最佳設計獎（the Best of the Best）[4]
- 《海廢圖鑑》獲日本 GOOD DESIGN AWARD 優良設計獎
- 《海廢圖鑑》獲金點設計獎 Golden Pin Design Award 年度最佳設計獎[3]
- 《海廢圖鑑》獲金點設計獎 Golden Pin Design Award 年度特別獎－社會設計獎[3]
- 共同創辦人張志祺獲 LaVie 台灣創意力 100－年度風格人物
- 《海廢圖鑑》獲 Shopping Design Award 2019 台灣設計 Best100
- 《台北捷運局－捷運路線擬人化》獲《廣告雜誌》年度十大行銷個案[6]
- 取得10萬訂閱

2020年
- 成為寶可夢集換式卡牌遊戲台灣官方主播[7]
- 加入 AAMA 台北搖籃計劃，成為前 Google 台灣區分公司總經理簡立峰先生之導生[8]
- 《潮聖》獲金點設計獎 Golden Pin Design Award－金點標章[9]
- 《#TaiwanCanHelp》獲金點設計獎 Golden Pin Design Award－金點標章[3]
- 《#TaiwanCanHelp》獲《廣告雜誌》年度十大行銷個案[10]
- 《#TaiwanCanHelp》為26980公民集資團隊共同創作之作品，張志祺為共同發起人之一
- 出版《歡迎來到志祺七七》[11]
- 與阿滴共同創辦「台灣新媒體影音創作者協會」[1][2]

2021年
- 與阿滴、陳思傑共同發起《#好家在我在家》，並獲《廣告雜誌》年度十大行銷個案[12]
- 出版《公民可以很有事：志祺七七的議題探究×資訊辨識×觀點養成‧獨門心法大公開》[13]
- 《台灣設計展－超連結》獲金點設計獎 Golden Pin Design Award－金點標章[9]
- 與阿滴共同舉辦 2021 After Party， 延續 YouTube 10 萬訂閱年終派對傳統[1][2]
- 與多人共同創辦《和氣資本》，參與投資薩泰爾娛樂年度大秀《炎上BURN》，締造北流票房秒殺佳績[14]

2022年
- 與阿滴共同創辦 FEAT.CON 臺灣影音創作者年會，第一屆超過 700 位創作者參與盛事[15]
- 獲成功大學優秀青年校友[16]
- 6月5日，頻道突破百萬訂閱[17]
- 5月23日，重啟Podcast《志祺七七》經營，並於6月16日登上 Apple Podcast排行榜第一[18]
- 6月28日，與阿滴、台灣新媒體影音創作者協會宣布加入《走鐘獎》主辦單位，《和氣資本》參與協辦[19]
- 8月18日，獲天下雜誌換日線，年度亮點人物[20]
- 10月4日，獲Tatler雜誌2022 Gen.T 亞洲新銳先鋒[21]
- 10月29日，以《抽電子菸不是比紙菸健康嗎？政府要全面禁電子菸，真的有可能？《 蛤Huh? 》EP1》獲得第4屆走鐘獎金頭腦獎[22]。

## 外部連結
- YouTube上的張志祺頻道（繁體中文）
- 張志祺的Facebook專頁（繁體中文）
- 志祺七七的Facebook專頁
- 張志祺的Instagram帳戶（繁體中文）